# چپلتن
چپلتن (به بلغاری: Chepleten) روستایی در بلغارستان است که در استان اسمولیان واقع شده‌است. چپلتن ۶۷ نفر جمعیت دارد.